# المتنزه الشتوي (الحديقة الشمالية)

متنزه العلا الشمالي المعروف أيضاً باسم المتنزه الشتوي، هو أحد الوجهات السياحية في العلا ويتضمن مزارات ومعالم جذب سياحي، إذ تنطلق منه العديد من الجولات السياحية حول معالم العلا الأثرية والطبيعية، ويضم مجموعة من المطاعم والمقاهي وشاحنات الطعام المميزة.

## الموقع
يبعد حوالي 5 دقائق بالسيارة من جبل الفيل حيث يبعد الجبل 7 كم إلى جهة الشرق من محافظة العلا التابعة لمنطقة المدينة المنورة.

## عربات الطعام في المتنزه الشتوي
تنتشر عربات الطعام في المتنزه الشتوي حيث أنها تخدم الزوارعند الرغبة بأخذ وجبة طعام سريعه في وقت تنزههم، ويتسع فناء المتنزه الخارجي لاستقبال نحو 150 شخصًا وتفتح أبوابه من الساعة 9:00 صباحاً وحتى 12:00 منتصف الليل.

## مركز الزوار
مركز الزوار جزءًا من تجربة الزائر وسيوفر فرصة لإعلام الزائر بما تقدمه الوجهة من المرافق والخدمات والأنشطة. ستكون مراكز الزوار في المطار(المبنى الرئيسي والصالة التنفيذية) وفي مدينة العلا في المتنزه الشتوي وسيديرها «سفراء» من مجتمع العلا الذين سيكونون مسؤولين عن توفير المعلومات للزوار وأفراد المجتمع، وزوار الأعمال أو السياحة الترفيهية عن الوجهة والمنطقة المحلية.

## المميزات
- مناسب للعائلات[2]
- مناسب للأطفال[2]
- مناسب للمجموعات[2]

## روابط خارجية
- كتيب العلا
- الهيئة الملكية لمحافظة العلا
- موقع المنتزة الشتوي، خرائط جوجل